# Загибель головного міста
Загибель головного міста — повість, написана 1918-го року Юхимом Зозулею. Вперше видана в газеті «Вечерняя звезда» 1918, 12 квітня (30 березня), 15 (2), 16 (3), 18 (5) квітня і в однойменній авторській збірці (Пг., 1918). Це перша книга Зозулі.

## Фабула
Рано вранці нажахані люди вибігають з будинків. Ворог на околиці міста, проте армія захисників з ними не може впоратися. Над містом ширяє аероплан, з нього ворог скидає квіти. Їх не підіймають, люди усвідомлюють свою ганьбу. Більшість носила траур.
Місто чекає на військо ворога, але ніхто не наступає, тільки вночі сяють вогняні написи ворожих «словесних прожекторів», там написані вірші ворожих поетів і обіцянки, що жителі Головного міста не будуть ображені. Але президент повинен буде підписати одну угоду (яку — не кажуть). Ще в небі розміщена банальна реклама ворога (про мило, какао, годинники та черевики).
Президент Головного Міста скликав найбільш активних членів парламенту. Обрана комісія склала заклик. У ньому громадян просили не піддаватися провокаціям і не звертати увагу на рекламу. Але вночі в різних частинах міста було чутно стрілянину. Стріляли з рушниць і гармат по оголошеннях. На одній з околиць утворився великий партизанський загін, який вирушив воювати з ворогом. Їх роззброїли, роз'єднали, насильно вимили, переодягли і змушували слухати музику, їсти розкішну їжу і розважатися у колі прекрасних жінок. Багато покінчили самогубством, багато посаджені в будинки для божевільних, а велика частина, зганьблена, висміяна, яка не витримала спокуси, повернулася в Головне Місто.
Потім приїхали парламентери. Главою делегації була жінка, вона оголосила президенту Головного Міста, що її народ не бажає переможеним зла, не хоче ні насильств, ні помсти, — він вимагає тільки одного: згоди на те, щоб над Головним Містом вибудувати нове місто, над його площами і вулицями — нові площі та вулиці, над його будинками і мостами — нові будинки і мости. Президент плаче. Ворожа техніка добре розвинена, тому місто буде побудоване на сталевих палях. Вхід в нього буде заборонений.
Президент склав відозву, де згадується, що небо скоро буде закрито.
Ворог побудував величезні труби, з яких лунає машинний регіт над помилками і невдачами переможених.
Через декілька тижнів життя приходить в норму, але відчувається апатія. В місті почастішали самогубства. Моральність помітно впала. У найвульгарнішому вияві розвинулися наркотичні клуби, азартні ігри, розпуста, споживання вин і солодощів і, нарешті, почастішали вбивства і авантюри.
Особливим декретом переможців уряд Головного Міста був зміщений, а парламент розпущений, замість цього переможці запропонували Головному Місту вибрати «Уряд Покірності» з шести чоловік — Міністра Тиші, Ввічливості, Відповідальності, Кількості, Ілюзій, Надій.
Невдовзі, після вимог переможців, почалась жвава робота докорінної дезінфекції Головного Міста, яке повинно було бути повністю доглянутим та здоровим, оскільки він мав бути основою для Верховного Міста. У Головному Місті було кілька повстань, які були жорстоко придушені. Два невеличкі осередки повстання, оточені сталевою блокадою машин та військ, були безжально залиті цементом.
Одного разу на одній із околиць Головного Міста вибухнув завод. Пожежних зустріли пострілами. Стріляли поранені вибухом робітники. До них приєднались й усі вцілілі. Підірвали парк, над яким вивищувався палац короля. Білий палац похилився та обвалився. Із Верхнього Міста почали стріляти з усіх щілин, з усіх прогалин. Але нові вибухи здіймали у повітря будинки та вулиці разом зі стрільцями. Яскраве світло вривалось до Головного Міста. На багатьох вулицях було вже видно небо.
Великі загони повсталих видерлись по руїнам у Верхнє Місто. Воно було напівпорожнім. Тисячі аеропланів рятували жителів. Весь день та всю ніч продовжувалось велике руйнування, а ближче до ранку поодинокі та кволі вибухи завершили загибель Головного Міста. Але не вижило і Верхнє Місто.

## Відгуки й аналіз
Основний конфлікт — протистояння «верхнього» і «нижнього» міст, коли ситість, добробут та спокій оплачені моральним і фізичним рабством. Цей конфлікт стає основним в жанрі антиутопії XX ст.  [Архівовано 29 квітня 2016 у Archive.is]
Як вважає Е. Голубовський, автор передмови до збірки Зозулі «Майстерня чоловіків і інші гротескні, фантастичні і сатиричні твори», розповідь — це передбачення майбутніх антифашистських і антикомуністичних утопій: "Тут представлена війна світів (майже по Г. Уеллс), перемагають так звані демократи. Як тут не згадати не тільки Замятіна, а й Орвелла і Гакслі " [Архівовано 7 травня 2016 у Wayback Machine.]  [Архівовано 4 червня 2016 у Wayback Machine.].